# Medkovec
Medkovec (in bulgaro Медковец?) è un comune bulgaro situato nella Regione di Montana di 4 918 abitanti (dati 2009). La sede comunale è nella località omonima

## Località
Il comune è formato dall'insieme delle seguenti località:
- Asparuhovo
- Medkovec (sede comunale)
- Pišurka
- Rasovo
- Slivovik